# 尚塔尔·墨菲

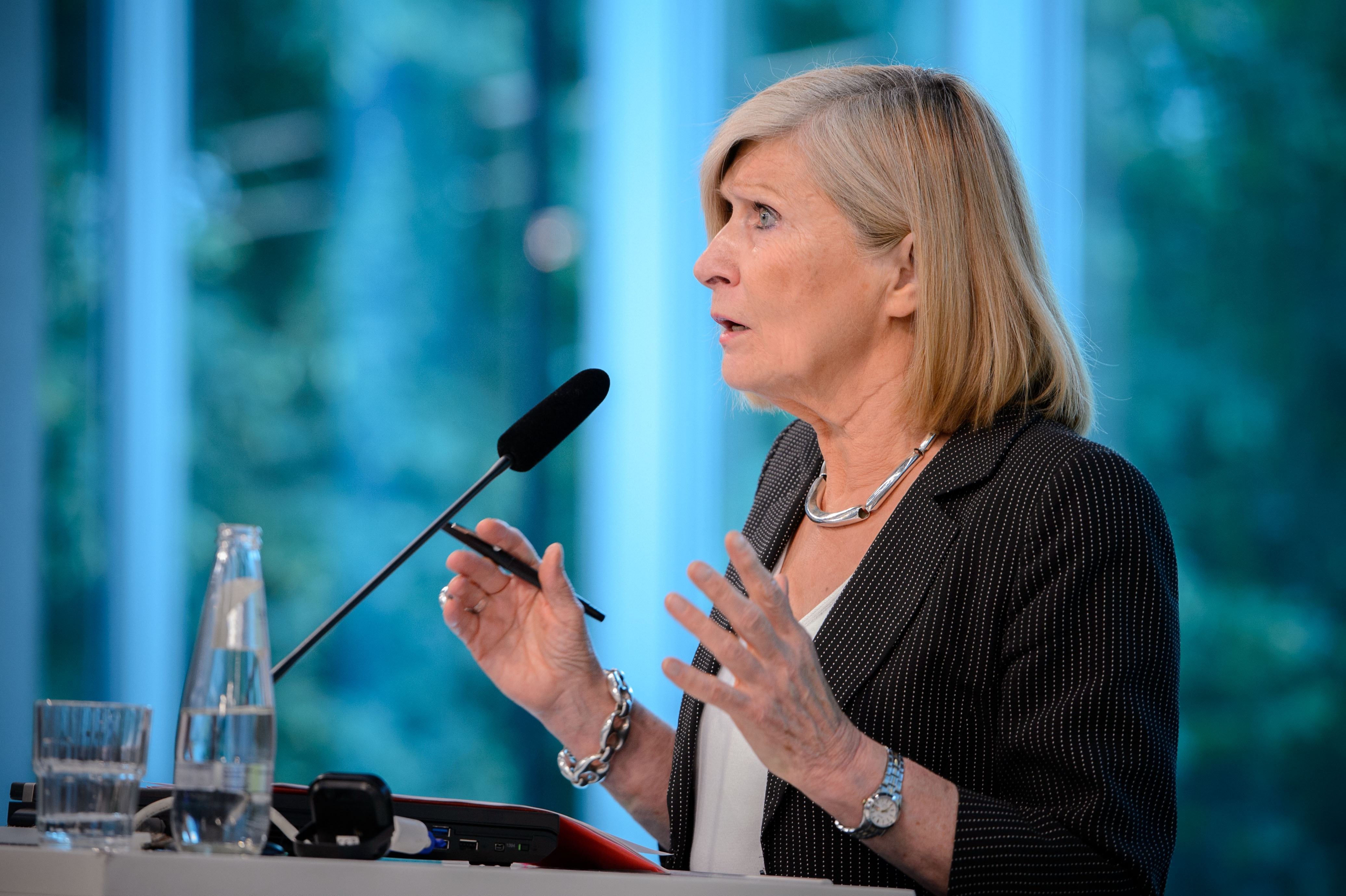
尚塔尔·墨菲

尚塔尔·墨菲（Chantal Mouffe；1943年—），出生于比利时沙勒罗瓦，政治哲学家、后马克思主义的代表人物。她曾先后在比利时鲁汶天主教大学、法国巴黎高等师范学校、英国艾塞克斯大学、英国伦敦大学等学校学习。毕业后，她曾任职于哥伦比亚国立大学、伦敦城市大学、伦敦大学、普林斯顿大学、康奈尔大学等学校。她最为知名的著作是与厄尼斯特·拉克劳合著的《领导权与社会主义的策略——走向激进民主政治》，其中首次提出了后马克思主义。她编辑并参加撰写了《葛兰西和马克思主义理论》，发表过多篇关于当代政治思想、新社会运动和女权主义理论的文章。

## 作品
- 《葛兰西和马克思主义理论》（Gramsci and Marxist Theory, 1979）， 編
- 《领导权与社会主义的策略——走向激进民主政治》（Hegemony and Socialist Strategy: Towards a Radical Democratic Politics, 1985），与拉克劳合著
- 《基進民主的幾個面向》（Dimensions of Radical Democracy: Pluralism, Citizenship, 1992）
- 《政治性的回歸》（The Return of the Political, 1993）
- 《民主悖論》(The Democratic Paradox, 2000）

- 《競勝》（Agonistics: Thinking The World Politically, 2013）

- 《寫給左翼民粹主義》（For A Left Populism, 2018）